# Língua xocó
O xocó foi uma língua indígena brasileira falada pelos índios xocós. É uma língua ainda não classificada.

## Vocabulários

### Pompeu (1958)
Vocabulário Chocó (Xocó) coletado por Thomaz Pompeu Sobrinho em Colégio, Alagoas:
| Português | Chocó     |
| --------- | --------- |
| fogo      | atsá, tsá |
| água      | taká      |
| cachimbo  | pupú      |
| homem     | mãjikêô   |

### Meader (1978)
Vocabulários Xukuru-Kariri (Xokó) coletados por Menno Kroeker em 1961:

#### Lista 1
Informante:
- Idade provável: 55 anos
- Sexo: Masculino
- Posição: Pajé
- Residência: Porto Real do Colégio, AL

| Português        | Xukuru-Kariri |
| ---------------- | ------------- |
| chuva            | sèhóιdzˈὲʔà   |
| fumo             | bˈázè         |
| lua              | kˈriũavi      |
| mandioca         | gˈrïgɔ        |
| menino           | semˈentiais   |
| mulher           | spˈikwais     |
| rio              | oːpˈara       |
| sol              | kràšùtˈó      |
| terra            | aːtsιhˈi      |
| vento            | mə̀núsˈi       |
| batata           | dˈódsákà      |
| cachimbo         | catʔokə       |
| Colégio (cidade) | simidˈo       |
| deus             | sõsˈeh        |
| dinheiro         | mεrεkiˈa      |
| farinha          | tˈónà         |
| feijão           | nˈódsákà      |
| gado             | krˈazɔ        |
| galinha          | cáːkìʔ        |
| luz              | kápˈòèr       |
| ovelha           | sábˈòèR       |
| peru             | brεfˈεlia     |
| porco            | korˈe         |
| soldado          | òlˈófò        |

#### Lista 2
Informante 1:
- Nome: Miguel Caboquim
- Idade provável: 50 anos
- Sexo: Masculino
- Posição: Agricultor
- Residência: Fazenda Conta, Palmeira dos Índios, AL

Informante 2:
- Nome: Alfredo Caboquim (irmão de Miguel)
- Idade provável: 55 anos
- Sexo: Masculino
- Posição: Pajé (só título)
- Residência: Fazenda Conta, Palmeira dos Índios, AL

| Português                          | Xukuru-Kariri                   |
| ---------------------------------- | ------------------------------- |
| carne de boi                       | ˈbeiñõ                          |
| chuva                              | šualya                          |
| dê-me fogo para o cigarro          | àòšˈínòʔ ìnˈísìà sˈèdàià        |
| lua / moça                         | seːya                           |
| mãe                                | isá                             |
| milho                              | matˈilya                        |
| não (mentira)                      | eːyo                            |
| nariz                              | nˈəmbi                          |
| pai                                | étfˈὲ                           |
| anzol                              | èáyˈɔ̀ / alyɔ (?)                |
| batata                             | dˈotsakə                        |
| bebida de mandioca                 | gúlížˈɔ̀ (gálížˈɔ̀)               |
| bode                               | filˈisakə                       |
| boi                                | léfétˈìa                        |
| cachorro                           | it(ə)lˈo                        |
| cachorro de brinquedo              | ìt(ə)lˈó tə̀núnšweˈì             |
| dança indígena                     | áʔálˈèndà                       |
| deus                               | àʔúdéódályˈà                    |
| estrangeiro                        | kóbˈè                           |
| farinha                            | tititsia                        |
| feijão                             | nˈatsakə                        |
| folga dos índios                   | arikulilyˈa / kèːšátíkáˈya (?)  |
| fumando cachimbo                   | puèpùˈa                         |
| galinha                            | sˈetˈáduàlyà                    |
| gato                               | atašeškia                       |
| índia                              | sétsˈòníká                      |
| lagarto                            | šˈua atˈežo / tˈeyu (?)         |
| mulato                             | mulatι̃nkya                      |
| negro                              | tùpíə̃̀nkyà                       |
| padre                              | ĩŋklaˈišoa                      |
| (pausa) – considerando as palavras | ə̃hə̃                             |
| peru                               | aotˈisakə                       |
| porco                              | àːlˈé                           |
| praia (?)                          | práiˈà                          |
| quarto de homem                    | subεbˈe                         |
| como vai?                          | àkàkˈáumà                       |
| vou bem, obrigado                  | íkàkˈə́                          |
| senhor                             | ˈĩŋklai                         |
| vamos embora                       | òːšˈóuà                         |
| homem mais velho                   | tošˈa / aošιnə̃ŋklainšoa taškiˈa |

#### Lista 3
Informante:
- Nome: Desconhecido
- Idade provável: 60 anos
- Sexo: Masculino
- Posição: Agricultor
- Residência: Fazenda Conta, Palmeira dos Índios, AL

| Português                | Xukuru-Kariri      |
| ------------------------ | ------------------ |
| água                     | oiyˈa              |
| carne de boi             | aòtˈísiə̀           |
| fogo                     | tóˈè               |
| aguardente               | kóšákˈà            |
| bode                     | sákúlˈὲ, sákúlˈègò |
| bonito                   | atilišˈĩ           |
| brancos                  | ə̃́nkláʔˈì           |
| cabelo crespo (de negro) | tuʔˈĩ              |
| café                     | tópˈì              |
| cigarro                  | àlísíˈàx           |
| índio                    | sέtsˈò             |
| mãe de Jesus             | kwə́ntópˈə̃̀ atoayˈə  |
| negra                    | (i)atuayˈa         |
| negro                    | túpíyˈà            |
| porco                    | šíə̃̀ntì             |
| tatu                     | rṍmpˈə̀tì           |

#### Lista 4
Informante:
Nome: João Candido da Silva
- Idade provável: 25 anos
- Sexo: Masculino
- Posição: Agricultor
- Residência: Fazenda Conta, Palmeira dos Índios, AL

| Português | Xukuru-Kariri     |
| --------- | ----------------- |
| fumo      | šíšúˈà            |
| dança     | arikurˈi          |
| deus      | dédùˈá / íŋklàˈíx |

#### Lista 5
Informante:
Nome: José Fermino da Silva
- Idade provável: 60 anos
- Sexo: Masculino
- Posição: Antes agricultor, agora vive na cidade
- Residência: Palmeira dos Índios, AL

| Português           | Xukuru-Kariri                         |
| ------------------- | ------------------------------------- |
| água                | óiyˈàh                                |
| fogo para o cigarro | tòˈéh asendendisi / tòˈéh pàrə̀ns-ˈíáx |
| batata              | dˈótsákà                              |
| branco              | kràiʔˈé                               |
| caboclo             | sǽtsˈùx                               |
| cachimbo            | pua / pue                             |
| deus                | dèdˈúa                                |
| feijão              | nˈótsákà                              |
| negra               | kòbˈéh                                |
| obrigado            | bèréˈɔ́                                |
| pau (claraíba)      | frˈéžɔ̀ìž                              |
| pau (d'arco)        | paìpˈέ                                |